# Erik Dekker
Hendrik „Erik” Dekker (ur. 21 sierpnia 1970 w Hoogeveen) – kolarz szosowy, medalista olimpijski.

## Kariera
Pierwszy sukces w karierze Erik Dekker osiągnął w 1987 roku, kiedy zdobył srebrny medal w wyścigu ze startu wspólnego podczas szosowych mistrzostw świata juniorów. Pięć lat później wystartował na igrzyskach olimpijskich w Barcelonie, gdzie w tej samej konkurencji także zajął drugie miejsce. Wyprzedził go jedynie Włoch Fabio Casartelli, a trzecie miejsce zajął Łotysz Dainis Ozols. Był to jedyny medal wywalczony przez Dekkera na międzynarodowej imprezie tej rangi. Holender wziął udział jeszcze w trzech kolejnych igrzyskach, ale sukcesów. Najlepszy wynik osiągnął podczas igrzysk olimpijskich w Atlancie w 1996 roku, zajmując jedenastą pozycję w indywidualnej jeździe na czas. Poza tym wygrał między innymi: Postgirot Open w latach 1994 i 1995, Rund um Köln w 1995 roku, Ronde van Nederland w latach 1997, 2000 i 2004, Clásica de San Sebastián w 2000 roku, Amstel Gold Race w 2001 roku, Tirreno-Adriático w 2002 roku oraz Paryż-Tours w 2004 roku. Wielokrotnie zdobywał medale szosowych mistrzostw Holandii, w tym cztery złote. Nigdy jednak nie zdobył medalu na szosowych mistrzostwach świata seniorów. W sezonie 2001 zwyciężył za to w klasyfikacji generalnej Pucharu Świata, wyprzedzając Niemca Erika Zabela i Łotysza Romānsa Vainšteinsa.
Karierę kolarską zakończył w 2007 roku w ekipie Rabobank. W barwach tej ekipy ścigał się w latach 1992-2006. Poza kończeniu został menadżerem w Rabobanku.

## Największe sukcesy
- 1996, 2000, 2002 – mistrz Holandii w ITT (jazda indywidualna na czas)
- 2000 – Clásica de San Sebastián
- 2001 – Amstel Gold Race
- 2001 – zdobywca Pucharu Świata
- 2002 – Tirreno-Adriatico
- 2004 – mistrz Holandii
- 2004 – Paryż-Tours
- Cztery zwycięstwa etapowe w Tour de France